# Eudarcia sardoa
Eudarcia sardoa is een vlinder uit de familie van de Meessiidae. Deze soort is voor het eerst wetenschappelijk beschreven als Meessia sardoa door Pietro Passerin d'Entrèves in een publicatie uit 1978.
De soort komt voor in Sardinië.